# Asygnata

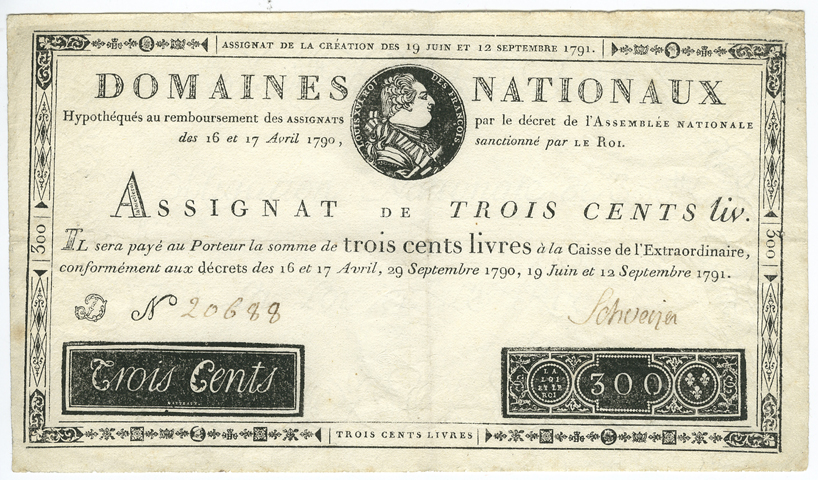
Francuska asygnata z 1791 roku

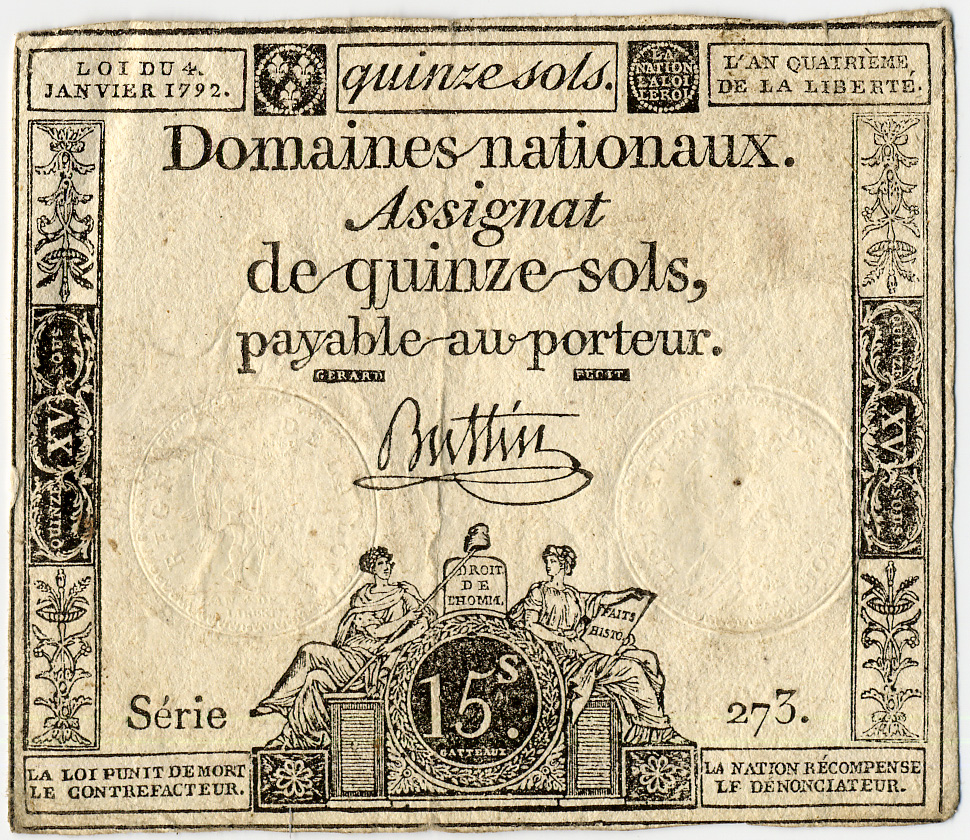
Francuska asygnata z 1792 roku o wartości 15 soli

Asygnata (z łac. assignatus – wyznaczony, przyznany) – rodzaj instrumentu finansowego używanego historycznie jako pieniądz papierowy na przełomie XVIII i XIX wieku, m.in. we Francji (1789-1796), Włoszech (1798-1799) i Rosji (1769-1817).
W czasach okresu międzywojennego w II Rzeczypospolitej asygnata była pierwszym skarbowym papierem dłużnym wyemitowanym 1 listopada 1918 roku, pełniąca realnie funkcję obligacji skarbowych – oficjalną nazwą wyemitowanych asygnat była „5% Pożyczka Państwowa z 1918 r.”. W 1924 roku zostały skonwertowane i zastąpione obligacjami skarbowymi, natomiast ich ostateczne umorzenie nastąpiło w 1949 roku.

## Asygnaty przełomu XVIII i XIX wieku

### Francja
W trakcie Wielkiej Rewolucji Francuskiej, w latach od 1789 do 1796 roku, Zgromadzenie Narodowe w obliczu bankructwa zdecydowało się na emisję papierowego pieniądza nazwanego asygnatą. Emisja zabezpieczona była ziemiami i nieruchomościami zarekwirowanymi, na wniosek Mirabeau, Kościołowi Katolickiemu w listopadzie 1789 roku oraz odebrane koronie przez naród w październiku 1789 roku. 21 grudnia 1789 roku Zgromadzenie przegłosowało pierwszą emisję 400 milionów asygnat na kwiecień 1790 roku, każdą o wartości 1000 liwr, oprocentowaną na 5% w skali roku i spłacalną na podstawie zlicytowania tzw. „dóbr narodowych” (z fr. Biens nationaux), czyli wspomnianych nieruchomości.
W pierwszej kolejności asygnaty wypłacone zostały kredytodawcom narodu, którzy korzystając z nich mogli zakupić ziemie i nieruchomości z preferencyjnym prawem pierwszeństwa nad innymi formami płatności. Miało to gwarantować płynność tego instrumentu ze względu na popyt wśród osób zainteresowanych zakupem nieruchomości i gruntów. Planowo wszystkie asygnaty miały zostać umorzone po wykupie ziem.
W kwietniu 1790 roku oryginalne przeznaczenie asygnat jako obligacji zostało przedefiniowane na środek płatniczy (assignats-monnaie) w wyniku kryzysu płynności spowodowanego niestabilnością gospodarczą Rewolucji. Jednocześnie ich oprocentowanie zostało zmniejszone do 3% w skali roku.
Asygnaty spotkały się z krytyką prominentnych działaczy Rewolucji. Necker wieścił 27 sierpnia 1790 roku bankructwo Francji w wyniku emisji asygnat. Armand-Gaston Camus powoływał się na lekcję z Ameryki, gdzie pieniądz papierowy wypierał monety i w efekcie napędzał inflację. Condorcet i Du Pont de Nemours podobnie wierzyli w wyparcie srebra i monet przez asygnaty, co miało w efekcie spowodować wzrost cen papieru i ograniczenie handlu. Każdy z nich preferował emisję oprocentowanych bonów skarbowych, reformę systemu podatkowego oraz zwiększenie deficytu.
27 sierpnia 1790 roku Zgromadzenie Narodowe podjęło decyzję o emisji kolejnych 1,9 miliarda asygnat, które z końcem roku miały się przekształcić w pełnoprawne banknoty. Pod wpływem ostrej krytyki Neckera emisję ograniczono o połowę, jednak bez wsparcia Mirabeau, zwolennika „waluty narodowej”, nie udało mu się zablokować emisji. W efekcie Necker złożył rezygnację 3 października. 29 października 1790 roku Zgromadzenie Narodowe przegłosowało emisję na 800 milionów liwr, zmieniając asygnaty w środek płatniczy i znosząc ich oprocentowanie.
Sprzedaż ziem i nieruchomości znacznie zredukowała dług narodowy, jednak ze względu na przeznaczenie asygnaty emitowane były w wysokich nominałach i nie nadawały się do codziennego obrotu jako pieniądze. Przez brak regulacji wymiany asygnat na monety korony (które pozostawały w obrocie) płacono wysokie prowizje – pod koniec 1791 roku sięgające 20% -, co zniechęcało do banknotów. Niepraktyczność oraz kolejne emisje na łączną kwotę 3,75 miliarda franków, jak również działalność antyrewolucyjna w postaci podrabiania asygnat, doprowadziły do znaczącego spadku ich wartości – we wrześniu 1791 roku spadek ten wyniósł już 18–20%.
Po wojnie, obaleniu monarchii i powołaniu Republiki Konwent Narodowy starał się ustabilizować sytuację asygnat, jednak wprowadzone akty prawne (m.in. regulacja wymiany walut) nigdy nie weszły w życie. W 1793 roku wprowadzono ustawę o cenach maksymalnych, która jednak została zniesiona w imię ekonomicznej wolności przez Przewrót Thermidora, co spowodowało prawie całkowitą utratę wartości asygnat. Do czerwca 1794 roku wyemitowano łącznie prawie 8 miliardów asygnat, z których tylko 2,46 miliona została zwrócona do skarbu państwa i zniszczona. W 1796 roku wartość emisji asygnat sięgnęła 45,5 miliarda franków. Dyrektoriat, tymczasowy rząd w tym okresie, zastąpił ostatecznie asygnaty mandatami terytorialnymi, walutą w formie gwarancji ziemnych, które również szybko straciły na wartości. W wyniku działań Napoleona, który był przeciwnikiem pieniądza fiducjarnego, do końca pierwszej połowy XIX wieku asygnaty oraz inne papiery wartościowe emitowane w czasie Rewolucji stały się wyłącznie przedmiotem kolekcjonerskim.

### Włochy
Asygnaty wyemitowane zostały również na terenie Włoch w latach 1789–1799, na terenie Republiki Rzymskiej. Została ona utworzona przez francuskie siły rewolucyjne w wyniki Francuskich Wojen Rewolucyjnych na terenach wcześniejszego Państwa Papieskiego. Waluta nazywana była paolo oraz giulio na wzór starej waluty Państwa Papieskiego. Republika wyemitowała również monety zwane baiocco oraz scudo.

### Rosja
Assignatsionny rubl (ассигнационный рубль – z ros. asygnata rubla) była używana w Rosji od 1769 roku do początku 1849 roku jako papierowy pieniądz. Assignatsia w języku rosyjskim oznacz „banknot”.

## Asygnaty II Rzeczypospolitej
Po powstaniu II Rzeczypospolitej, na ziemiach nowego kraju funkcjonował szereg walut powiązanych z dawnymi zaborcami: rubel rosyjski, marka pruska, korona austriacka oraz korona czeska. W celu reformacji i unifikacji systemu monetarnego zaczęto wprowadzać kolejne ustawy, które ograniczały użycie obcej waluty. Jednocześnie Polska Krajowa Kasa Pożyczkowa emitowała walutę przejściową, markę polską (ściśle związaną z marką niemiecką). 15 stycznia 1920 roku na mocy ustawy ustanowiono markę polską prawnym środkiem płatniczym na całym obszarze Rzeczypospolitej Polskiej.
Ważnym czynnikiem tej transformacji były Asygnaty Pożyczki Państwowej. Stanowiły one obligacje Skarbu Państwa wymienialne na marki polskie, na które można było wymienić obce waluty. Pierwsza emisja asygnat, uchwalona dekretem Rady Regencyjnej z 30 października 1918 roku doszła do skutku już 1 listopada 1918 roku, wyprzedzając symboliczną datę powstania II Rzeczypospolitej.
Oprocentowanie asygnat, będących pierwszym emitowanym instrumentem dłużnym II Rzeczypospolitej, wynosiło 5% w skali roku i wypłacane było w formie dyskonta od ceny nominalnej. Łączna wartość emisji w 1918 roku (a więc markowe, koronowe i rublowe) wynosiła ponad 2 miliardy marek polskich, co stanowiło ekwiwalent prawie 46 milionów dolarów amerykańskich po ówczesnym kursie.
Pożyczka miała być spłacona jednorazowo równo rok później, czyli 1 listopada 1919 roku, jednak jedynie asygnaty markowe można było przedstawić do wykupu tego dnia lub prolongować do 1 maja 1920 roku. Wykup pozostałych asygnat odroczono do 1 maja 1920 roku. Przyznano również asygnatom prawo zastawu w PKKP. Całkowita wartość asygnat przedstawionych do wykupu w pierwotnym terminie wynosiła 27 milionów marek polskich.
Na mocy ustawy z 30 kwietnia 1920 roku asygnaty można było przedstawić do wykupu bądź skonwertować na obligacje pożyczek „Odrodzenie”. W 1924 roku można było asygnaty, po pewnymi warunkami, dodatkowo skonwertować na preferencyjnych warunkach na obligacje pożyczki konwersyjnej.
Ostateczny termin zgłaszania asygnat do konwersji upłynął z dniem 31 grudnia 1929 roku, natomiast ostateczne umorzenie pozostałych w obrocie papierów nastąpiło 6 sierpnia 1949 roku wraz z innymi obligacjami oraz tytułami dłużnymi na okaziciela wyemitowanymi przez Państwo w okresie od 1918 do 1922 roku.